# VisitNordjylland
VisitNordjylland er det daglige navn for Fonden Turistudviklingsselskabet Nordjylland. VisitNordjylland har til opgave at forestå den overordnede markedsføring af region Nordjylland i ind- og udland.
Visitnordjylland er et regionalt markedsførings- og udviklingsselskab, beliggende i Regionshuset i Aalborg Øst, men selskabets aktiviteter dækker geografisk hele den nordjyske region. VisitNordjylland er det daglige navn for Fonden Turistudviklingsselskabet Nordjylland.
VisitNordjylland.dk er en non-profit organisation, der finansieres af indtægter fra Vækstforum Nordjylland samt bidrag fra turisterhvervet. I bestyrelsen sidder repræsentanter for regionen, kommuneforeningerne samt fra det private turisterhverv.